# سفينة هجوم سريع

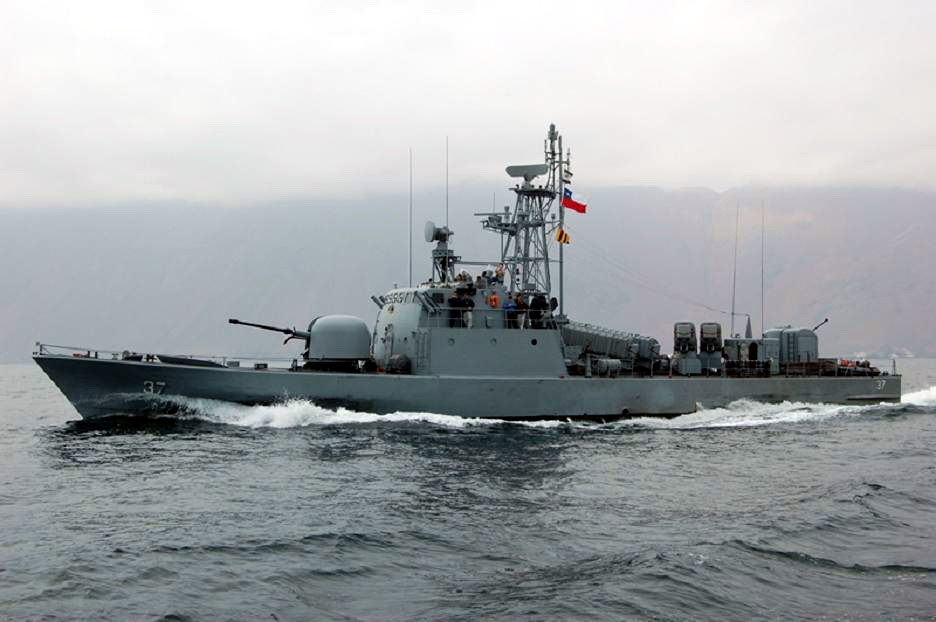
سفينة هجوم سريع ابعة للبحرية الشيلية

سفينة الهجوم السريع (FAC) هي سفينة حربية صغيرة وسريعة ورشيقة وهجومية مسلحة بصواريخ مضادة للسفن أو مدفعية بحرية أو طوربيدات. عادة ما يتم تشغيلها على مقربة من الشاطئ نظرًا لأنها تفتقر إلى القدرات الدفاعية الشاملة والمتميزة للبقاء على قيد الحياة في المياه الزرقاء. يحد حجم السفينة من تخزين الوقود والمخازن وإمدادات المياه. في حجم أنها عادة ما تكون بين 50–800 طن ويمكن أن تصل لسرعة 25 – 50 عقدة. 